# Nesopupa plicifera
Nesopupa plicifera é uma espécie de gastrópode  da família Pupillidae.
É endémica dos Estados Unidos da América.